# Eunicella verrucosa
De zeewaaier (Eunicella verrucosa) is een zachte koraalsoort uit de familie Gorgoniidae. De koraalsoort komt uit het geslacht Eunicella. Eunicella verrucosa werd in 1766 voor het eerst wetenschappelijk beschreven door Peter Simon Pallas. Het is inheems in de noordoostelijke Atlantische Oceaan en de westelijke Middellandse Zee.

## Beschrijving
Eunicella verrucosa heeft een dicht vertakte, waaierachtige stengel en groeit meestal in één vlak. Het oriënteert zich loodrecht op de richting van de waterbeweging en kan groeien tot een hoogte van 50 cm, hoewel 25 cm een meer gebruikelijke maat is. Stengels en takken zijn bedekt met wratachtige gezwellen waaruit de poliepen uitsteken. De kleur kan variëren van rood, via zalmroze tot wit. Deze koraalsoort kan verward worden met Swiftia pallida. Mogelijk komen andere soorten zeewaaier voor in Britse wateren: hoogstwaarschijnlijk is dit Eunicella singularis (= Eunicella stricta) die wit is, met minder vertakkingen dan Eunicella verrucosa, en met lange verticale eindtakken.

## Verspreiding
Het verspreidingsgebied van Eunicella verrucosa strekt zich uit van de zuidwestelijke kusten van Groot-Brittannië en Ierland tot Frankrijk, Spanje, Italië, Algerije, Marokko, de Westelijke Sahara en Mauritanië.  In Ierland zijn aanzienlijke populaties aanwezig in de baaien van Galway en Donegal, maar deze soort is elders zeldzaam. Deze populaties kunnen erg geïsoleerd zijn, in de baai van Galway zijn bijna alle individuen wit van kleur.
Een onderzoek uit 2017 naar genetische connectiviteit in E. verrucosa identificeerde een duidelijke populatiestructuur tussen monsters uit Noordwest-Ierland, Groot-Brittannië, Frankrijk en Zuid-Portugal. Het wordt gevonden groeiend op rots, hout, metaal of beton en het dieptebereik is 4 tot 50 meter. In Britse wateren is deze zeewaaier schaarser geworden, mogelijk beschadigd door baggeren, maar kan profiteren van hogere zeewatertemperaturen. 